# Rashad Sadygov
Ne doit pas être confondu avec Rashad Sadigov.
Rashad Sadygov (en azéri : Rəşad Sadıqov), né le 16 juin 1982 à Bakou en Azerbaïdjan, est un footballeur international azerbaïdjanais, qui évolue au poste de défenseur. 
Il compte 101 sélections et 4 buts en équipe nationale depuis 2001. C'est le joueur le plus capé de l'histoire de l'Azerbaïdjan.

## Biographie

### Carrière de joueur
Rashad Sadygov dispute 14 matchs en Ligue des champions, 41 matchs en Ligue Europa, pour 4 buts inscrits, et 10 matchs en Coupe Intertoto, pour un but inscrit,.

### Carrière internationale
Rashad Sadygov compte 101 sélections et 4 buts avec l'équipe d'Azerbaïdjan depuis 2001, et il est aussi le capitaine de l'équipe nationale d'Azerbaïdjan depuis mars 2004. 
Il est convoqué pour la première fois par le sélectionneur national Igor Ponomaryov pour un match des éliminatoires de la Coupe du monde 2002 contre la Suède le 7 octobre 2001 (défaite 3-0). Par la suite, le 28 avril 2004, il inscrit son premier but en sélection contre le Kazakhstan, lors d'un match amical (victoire 3-2).
Avec 101 sélections, c'est le joueur le plus capé de la sélection azerbaïdjanaise de football, devant son compatriote Aslan Kerimov (80).

## Palmarès

### En club
- Avec le Neftchi Bakou
  - Champion d'Azerbaïdjan en 2004 et 2005
  - Vainqueur de la Coupe d'Azerbaïdjan en 2002 et 2004

- Avec le Kayserispor
  - Vainqueur de la Coupe Intertoto en 2006

- Avec le Qarabağ Ağdam
  - Champion d'Azerbaïdjan en 2014, 2015, 2016 2017 et 2018
  - Vainqueur de la Coupe d'Azerbaïdjan en 2015, 2016 et 2017

### Distinctions personnelles
- Footballeur azerbaïdjanais de l'année en 2004, 2005, 2010 et 2013

## Statistiques

### Buts en sélection
Le tableau suivant liste les résultats de tous les buts inscrits par Rashad Sadygov avec l'équipe d'Azerbaïdjan.

## Parcours d'entraîneur
- depuis juil. 2020 :  Zirə FK